# Airbus A310 MRTT
Airbus A310 MRTT (Multi Role Tanker Transport) je tankovací letoun, založený na civilním typu Airbus A310.

## Vývoj
Letouny jsou vyráběny a modifikovány společnostmi EADS/Airbus. Konverze zahrnuje:
- Instalaci dvou dvou podvěsů pod křídlo pro doplňování paliva za letu (AAR, Air-to-Air refueling).
- Pět dalších palivových nádrží v trupu (extra 28 000 kg) – celková kapacita palivových nádrží je skoro 78 000 kg.
- Stanoviště palivového operátora (FOS) (umístěné v pilotní kabině), ze kterého se kontroluje přečerpávání paliva, kamery ap., dále vojenské radiostanice a vnější osvětlení. Pro MRTT byl vyvinut systém, který umožňuje provádět přečerpávání paliva i v noci pomocí kamer citlivých na infračervené záření.
- Zpevnění křídel a podlahy.
- Menší modifikace kokpitu.

Zatím bylo objednáno šest kusů. Německá Luftwaffe si nechala upravit čtyři ze svých sedmi strojů A310 a kanadské letectvo dva ze svých pěti A310, které jsou v kanadských službách označovány jako CC-150 Polaris.
V současnosti MRTT používají hadicový tankovací systém (probe-and-drogue) pro doplňování paliva za letu, ale EADS už investoval 90 milionů dolarů do vývoje ráhnového tankovacího systému (boom refueling system), který používá USAF. Airbus je nyní schopen nabídnout, jak menší tankovací letouny A310 s „hadicovým“ systémem, tak větší A330 MRTT s „ráhnovým“ systémem.

## Specifikace (A310 MRTT)

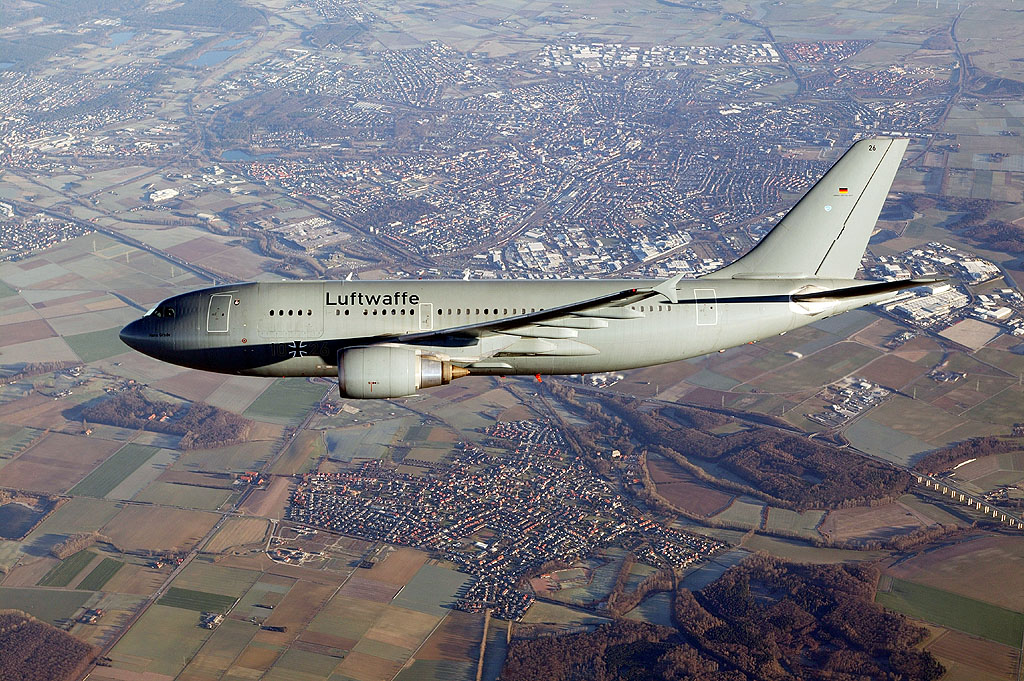
Airbus A310 MRT MedEvac Luftwaffe

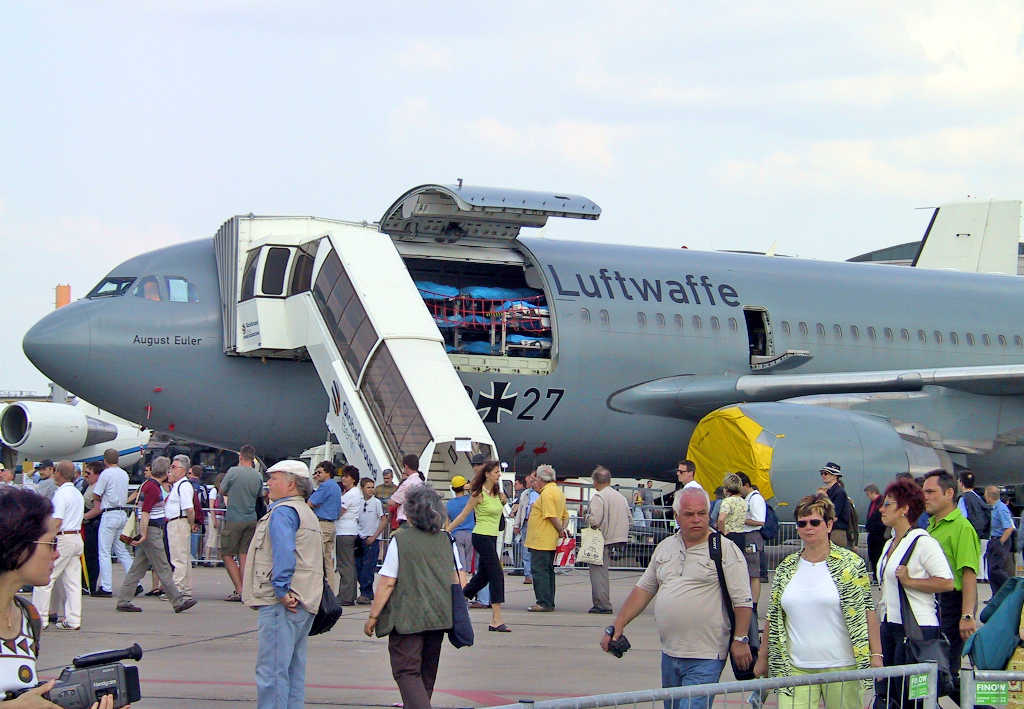
Airbus A310 MRT August Euler

### Technické údaje
- Posádka: 3-4
- Kapacita: 214 cestujících
- Užitečný náklad: použitelné palivo 28 000 kg, zbytek 36 000 kg
- Rozpětí: 43,9 m
- Délka: 47,4 m
- Výška: 15,8 m
- Prázdná hmotnost: 113 999 kg
- Max. vzletová hmotnost : 163 998 kg
- Pohonná jednotka: 2× dvouproudový motor General Electric CF6-80C2
- Výkon pohonné jednotky: 262 kN

### Výkony
- Maximální rychlost: mach 0,8 (978 km/h)
- Dolet: 8 889 km